# Нордвиг, Вольфганг
Во́льфганг Но́рдвиг (нем. Wolfgang Nordwig; 27 августа 1943, Зигмар-Шёнау, Саксония, Германия) — восточногерманский прыгун с шестом, олимпийский чемпион 1972 года (5,50 м), бронзовый призёр Олимпийских игр 1968 года, трёхкратный чемпион Европы (1966, 1969, 1971). Победитель первенств Европы в закрытых помещениях (1971, 1972). Обладатель мирового рекорда 1970 года (5,45 м). Выступал за спортивный клуб «Мотор» (Йена).